# North East Gas Grid
North East Gas Grid – газопровідна система, яка станом на першу половину 2020-х років споруджується на північному сході Індії.
Починаючи з другої половини 20 століття на основі місцевих ресурсів відбувався розвиток ізольованих газотранспортних систем у віддалених індійських штатах Ассам (зокрема, трубопроводи Дуліаджан – Намруп – Лаква, Дуліаджан – Нумалігарх) та Трипура (Agartala Regional Gas Network, Агартала Доум/Сонамура – Палатана). Втім, стале постачання могло б гарантувати лише під’єднання до основної газотранспортної системи країни, що було можливим лише за умови спорудження трубопроводу Барауні – Гувахаті, який мав подати ресурс до Ассаму та в першій половині 2020-х перейшов на етап активного будівництва.
Подальше розведення ресурсу з Гувахаті по північно-східним штатам забезпечуватиме система North East Gas Grid, що включатиме три фази:
- до першої відноситься газопровід від Гувахаті до Нумалігарх (так само Ассам) завдовжки 396 км та діаметром 600 мм. Основна частина його траси прямує північніше від Брахмапутри, після чого перетинає цю річку та завертає до Нумалігарха, де працює великий споживач – нафтопереробний завод – та утворюється сполучення із вже усніючою газотранспортною системою Ассаму. Крім того, ця фаза включає відгалуження завдовжки 129 км та діаметром 300 мм до Дімапуру (найбільше місто штату Нагаланд);
- в межах другої фази повинні спорудити головну лінію завдовжки 308 км з діаметром 450 мм, що пройде від Гувахаті через Шиллонг (адміністративний центр штату Меґхалая) до Панісагар у штаті Трипура, де відбудеться розгалуження на ділянки діаметрами по 300 мм – довжиною 129 км до Агартали (адміністративний центр штату Трипура) та завдовжки 111 км до Аїджал (адміністративний центр штату Мізорам);
- третя фаза передбачає прокладання ділянки довжиною 230 км з діаметром 300 мм від Дімапуру до Імпхалу (адміністративний центр штату Маніпур).
Загальна довжина системи разом з усіма відгалуженнями повинна досягнути 1656 км.
Завершення будівництва North East Gas Grid заплановане на весну 2024 року, при цьому станом на липень 2022-го будівельна готовність оцінювалась у 50,2%. Навесні 2023-го був завершений перехід під Брахмапутрою, який виконали методом спрямованого горизонтального буріння. Довжина його основної безперервної частини становить 4080 метрів, крім того, є ще два тунелі під бічними руслами довжиною 1000 та 700 метрів.
Проект реалізують через компанію Indradhanush Gas Grid Limited, учасниками якої є провідні компанії нафтогазового сектору - IOCL, ONGC, GAIL, OIL та NRL (Numaligarh Refinery Limeted).